# Kronobergs regementes marsch
Kronobergs regementes marsch (egentligen Admiral Stosch) är en marsch som skrevs av Carl Latann år 1874. Den skrevs till invigningen av en konsertsal i Wilhelmshafen. Marschens namn var från början "Eröffnungsmarsch" (öppningsmarsch) men bytte sedan till Admiral Stosch efter Amiral Albrecht von Stosch. Runt år 1880 tog Kronobergs regemente den till sin marsch och den har sedan dess gått under namnet "Kungl Kronobergs regementes marsch" i Sverige.   